# بارا دو جاكاري
بارا دو جاكاري (بالبرتغالية: Barra do Jacaré‏)؛ بلدية في ولاية بارانا في المنطقة الجنوبية من البرازيل.